# Fisiologia evolutiva
A fisiologia evolutiva (do grego physis = natureza e logos = estudo) é o estudo da evolução biológica de estruturas e processos biológicos,  das funções e do funcionamento normal dos seres vivos, bem como dos processos físico-químicos que ocorrem nas células, tecidos, órgãos e sistemas dos seres vivos sadios, isto é, a maneira pela qual as características funcionais dos indivíduos em uma população de organismos responderam à seleção natural através de múltiplas gerações durante a história da população. O termo “fisiologia” foi cunhado pelo médico francês Jean François Fernel (Fernelius 1497-1558) para descrever o estudo das funções corporais. É uma subdisciplina de fisiologia e biologia evolutiva. Os profissionais da área vêm de uma variedade de origens, incluindo fisiologia, biologia evolutiva, ecologia e genética. Consequentemente, a gama de fenótipos estudados por fisiologistas evolucionistas é ampla, incluindo história de vida, comportamento, desempenho de todo o organismo, morfologia funcional, biomecânica, anatomia, fisiologia clássica, endocrinologia, bioquímica e evolução molecular. O campo está intimamente relacionado à fisiologia comparativa e à fisiologia ambiental, e suas descobertas são uma das principais preocupações da medicina evolutiva. Uma definição que foi oferecida é "o estudo da base fisiológica da aptidão, a saber, evolução correlacionada (incluindo restrições e trade-offs) de forma fisiológica e função associada com o ambiente, dieta, homeostase, gerenciamento de energia, longevidade e mortalidade e características de história de vida.

Frequentemente, presume-se que a seleção natural e sexual age mais diretamente sobre o comportamento (por exemplo, o que um animal escolhe fazer quando confrontado por um predador), o que é expresso dentro de limites estabelecidos pelas habilidades de desempenho de todo o organismo (por exemplo, quão rápido ele pode correr) que são determinados por traços subordinados (por exemplo, composição do tipo de fibra muscular). Uma fraqueza desse modelo conceitual e operacional é a ausência de um reconhecimento explícito do lugar dos traços da história de vida.